# 이어도호
이어도호(離於島號)는 한국해양연구원의 해양조사선이다. 이어도의 이름을 따서 '이어도호'로 명명되었다.

## 탑재장비
- 해저표층탐사장치
- 도플러유속계
- 수심수온기록계
- 수심별 수온, 염분측정장비
- 측심기